# Киевский округ путей сообщения

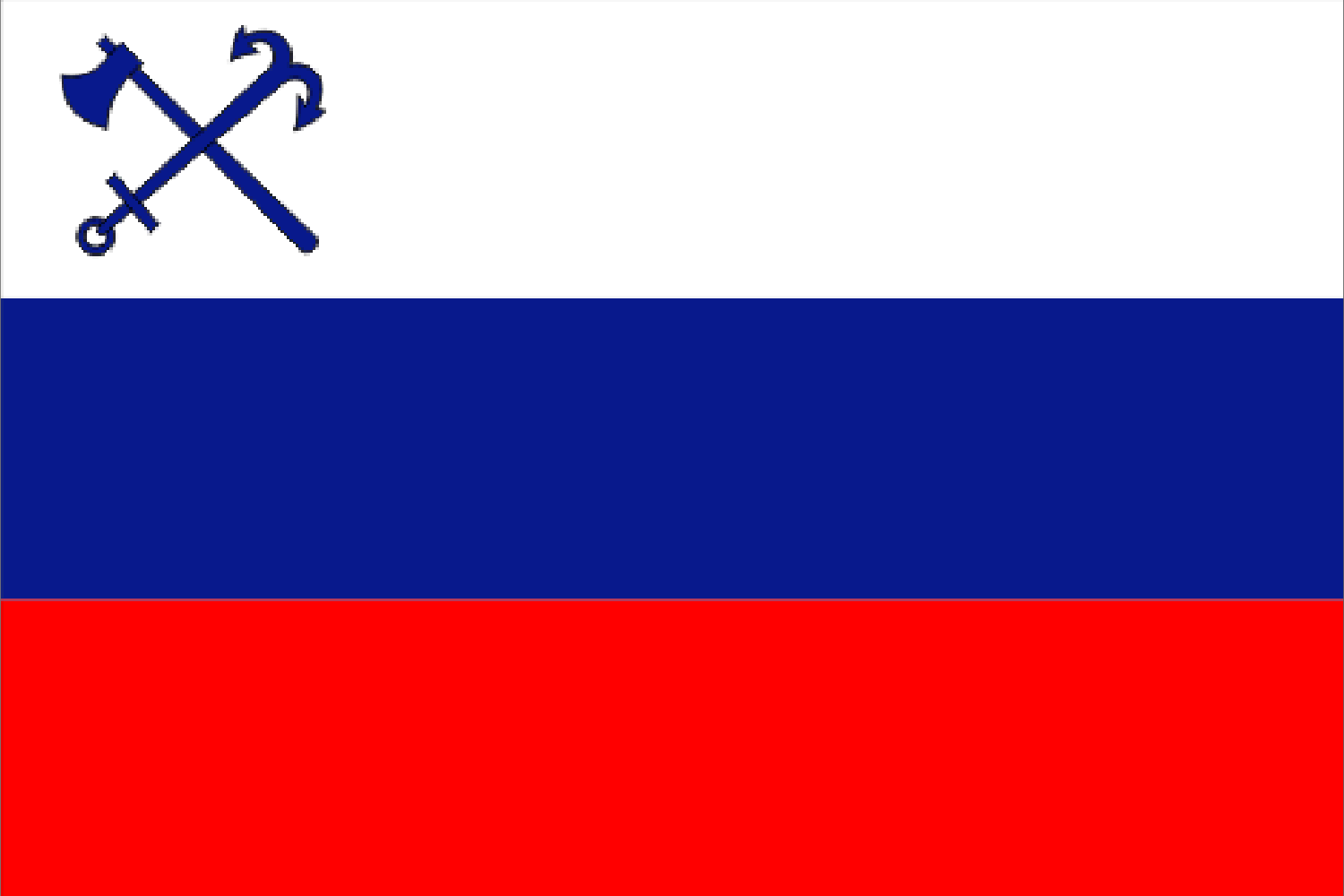
Флаг МПС Российской империи с 1870 г.

Киевский округ путей сообщения — орган управления водными путями и шоссейными дорогами в северо-западной части Российской империи в составе Управления (в 1870-1899 гг. - Департамента) водяных и шоссейных сообщений Министерства путей сообщения. Правление Округа находилось в Киеве. 

## Пути Киевского округа

#### Главные водные пути
- Днепр
- Десна
- Днестр
- Сож

## Деление Округа. Должности

#### Отделения
- Днестровское
- Киевское
- Шоссейная служба

#### Личный состав Округа
- Начальник Округа. Л.В. Юргевич.
- Правление
- Ссудо-сберегательная касса

## Тяга

#### Служебные суда
- Землечерпательницы